# サン・ナッザーロ・セージア
サン・ナッツァーロ・セージア（伊: San Nazzaro Sesia）は、イタリア共和国ピエモンテ州ノヴァーラ県にある、人口約700人の基礎自治体（コムーネ）。

## 地理

### 位置・広がり
| 隣接するコムーネは以下の通り。括弧内のVCはヴェルチェッリ県所属を示す。 - アルバーノ・ヴェルチェッレーゼ (VC) - ビアンドラーテ - カザルベルトラーメ - カザルヴォローネ - グレッジョ (VC) - オルデニーコ (VC) - レチェット - ヴィッラータ (VC) |